# Hindenburg-Spende
Die Hindenburg-Spende ist nach dem Reichspräsidenten Paul von Hindenburg benannt. 
Im Jahre 1915 regte der Deutsche Städtetag die Hindenburg-Spende zur Beschaffung von Wollwaren und Pelzen für die Kämpfer im Osten an. Auch als Hindenburg-Gabe bezeichnet, gab es eine Reihe von Spendenaktionen im Deutschen Reich bis zum Ende des Ersten Weltkrieges.
Am 21. Juni 1927 wurde erneut eine Hindenburg-Spende ins Leben gerufen, um Gelder von Privatleuten und Wirtschaftsunternehmen für soziale Zwecke, insbesondere Kriegsopferfürsorge zu akquirieren. Sie sollte am 2. Oktober 1927, dem 80. Geburtstag Paul von Hindenburgs, dem Reichspräsidenten überreicht werden.
Für dieses Geburtstagsgeschenk gab es zur Werbung eine eigene Briefmarke sowie Karten mit dem Text: Die Kriegsveteranen und Waisen vor Not schützen, das harte Los der Kriegsbeschädigten zu lindern, muss uns allen besondere Ehrenpflicht sein. Wenn durch die Hindenburg-Spende die Möglichkeit geschaffen würde, die Fürsorge des Reiches tatkräftig zu ergänzen, so würde das mir zu meinem 80-jährigen Geburtstag als schönste Freude gelten! Berlin, 15. Juli 1927. von Hindenburg.
Auch zu Hindenburgs 85. Geburtstag wurde eine gleichartige Spendenaktion durchgeführt. Zum Leitungsgremium, dem Kuratorium, gehörten unter anderem Carl Duisberg und Franz von Mendelssohn. Das Werk der Hindenburg-Spende wurde über Hindenburgs Tod hinaus fortgesetzt, so aus Anlass seines 90. Geburtstags.
Die Verwaltung der Hindenburg-Spende, an die die Spenden gesendet werden konnten, befand sich in Berlin.